# David Buss
David Michael Buss (nascido em 14 de abril de 1953) é um psicólogo evolucionista norte-americano da Universidade do Texas em Austin, pesquisando diferenças entre os sexos humanos na seleção de parceiros. Ele é considerado um dos fundadores da psicologia evolucionista.

## Biografia
Buss obteve seu doutorado em psicologia na University of California, Berkeley, em 1981. Antes de se tornar professor na Universidade do Texas, ele foi professor assistente por quatro anos na Universidade de Harvard e professor na Universidade de Michigan por onze anos.

## Estratégias de acasalamento de curto e longo prazo
Um elemento da pesquisa de Buss envolve o estudo das diferenças na seleção de parceiros entre estratégias de acasalamento de curto e longo prazo. Os indivíduos diferem em suas preferências por uma estratégia de acasalamento de curto ou longo prazo (isto é, se eles estão procurando por um "namoro" ou por um relacionamento sério). O Inventário de Orientação Sociossexual (IOS) de Gangestad e Simpson determina se uma pessoa favorece uma estratégia de curto ou longo prazo (também denominadas irrestrita e restrita). Pontuações mais altas de IOS indicam uma orientação menos restrita e, portanto, uma preferência por uma estratégia de acasalamento de curto prazo.

## Diferenças entre os sexos
Buss postula que homens e mulheres enfrentaram diferentes desafios adaptativos ao longo da história humana, que moldam as diferenças comportamentais em homens e mulheres hoje. As mulheres enfrentaram os desafios de sobreviver durante a gravidez e a lactação e, em seguida, criar os filhos. Os homens, ao contrário, enfrentaram os desafios da incerteza da paternidade, com seu risco relacionado de alocar incorretamente os recursos dos pais e de maximizar a descendência para a qual passam seus genes. Como a inseminação pode ocorrer por qualquer escolha de acasalamento da mulher, os homens não podem ter certeza de que a criança em que estão investindo é geneticamente sua prole.

## Preferências românticas
Buss conduziu vários estudos comparando as preferências românticas de indivíduos por fatores como sexo, tempo, pais versus filhos e tipo de relacionamento. Ele também conduziu um grande estudo investigando as preferências universais de parceiros. Ele e seus colaboradores examinaram uma amostra da China e descobriram que os homens, mais do que as mulheres, tendem a preferir características relacionadas à fertilidade, como juventude e atratividade física. Um estudo semelhante realizado nos EUA por Perilloux, Fleischman e Buss revelou o mesmo, com o acréscimo do desejo pelos traços saudáveis, descontraídos e criativos/artísticos. As mulheres, entretanto, privilegiam traços relacionados a recursos, como boa capacidade de ganho, status social, educação e inteligência, ambição e laboriosidade. As mulheres também favorecem, mais do que os homens, os traços de gentileza e compreensão, sociabilidade, confiabilidade, estabilidade emocional e uma personalidade excitante. No geral, essas diferenças sexuais nas preferências de parceiro parecem refletir estereótipos de gênero, bem como teorias da psicologia evolutiva, que afirmam que os homens priorizam a fertilidade para passar adiante seus genes, enquanto as mulheres preferem recursos para sustentar uma família

## Livros
- Buss, D.M.; Malamuth, N. (1996). Sex, Power, Conflict: Evolutionary and Feminist Perspectives. Oxford University Press. ISBN 978-0-19-510357-1.
- Buss, D.M. (2000). The Dangerous Passion: Why Jealousy Is as Necessary as Love and Sex. The Free Press. ISBN 0-684-85081-8<.
- Buss, D.M., ed. (2005). The Handbook of Evolutionary Psychology. Wiley. ISBN 978-0-471-26403-3.
- Buss, D.M. (2005). The Murderer Next Door: Why the Mind Is Designed to Kill. The Penguin Press. ISBN 1-59420-043-2.
- Meston, C.M.; Buss, D.M. (2009). Why Women Have Sex: Understanding Sexual Motivations from Adventure to Revenge. Times Books. ISBN 978-0-8050-8834-2.
- Larsen, R.; Buss, D.M. (2017). Personality Psychology: Domains of Knowledge About Human Nature (6th ed.). McGraw-Hill Education. ISBN 978-1-259-87049-1.
- Buss, D.M. (2019). Evolutionary Psychology: The New Science of the Mind (6th ed.). Routledge. ISBN 978-1-138-08818-4.
- Buss, D.M. (2021). When Men Behave Badly: The Hidden Roots of Sexual Deception, Harassment, and Assault. Little, Brown Spark. ISBN 978-0316419352.